# Washed Out
Ernest Weatherly Greene, più noto con lo pseudonimo Washed Out (Perry, 3 ottobre 1982), è un musicista statunitense di musica elettronica.

## Biografia
Nato e cresciuto negli Stati Uniti, ed in particolare in Georgia, si laurea in Library and Information Science, ma non riesce a trovare lavoro come bibliotecario. Decide di dedicarsi ad un'altra sua passione, la musica, ed entra in gruppo locale chiamato Bedroom. Grazie anche alle influenze ricevute dalla scena chillwave e da quella hip hop, produce due EP nel periodo agosto-settembre 2009. Si esibisce a New York ed al Pitchfork Music Festival 2010.
Nell'aprile 2011 annuncia il suo approdo alla Sub Pop Records. Pubblica l'album di debutto, Within and Without, nel luglio dello stesso anno. Il disco raggiunge la posizione #26 della Billboard 200 ed entra anche nella Official Albums Chart (#89). Dal disco d'esordio vengono estratti i singoli Eyes Be Closed e Amor Fati.
Il secondo album in studio viene pubblicato nell'agosto 2013. Si tratta di Paracosm, etichettato di nuovo dalla Sub Pop. Al primo singolo It All Feels Right segue Don't Give Up. Il disco raggiunge la posizione #21 della Billboard 200.

## Discografia

### Album studio
- 2011 - Within and Without
- 2013 - Paracosm
- 2017 - Mister Mellow
- 2020 - Purple Noon

### EP
- 2009 - High Times
- 2010 - Life of Leisure